# Oscar Swahn
Pour les articles homonymes, voir Swahn.
Oscar Gomer Swahn, né le 20 octobre 1847 à Tanum et décédé le 1er mai 1927 à Stockholm, est un tireur suédois ayant participé à trois Jeux olympiques et remporté plusieurs médailles.
Aux Jeux olympiques d'été de 1908, Swahn remporte deux médailles d'or à l'âge de 60 ans, le 100 m tir au cerf courant coup simple individuel et par équipe ainsi que la médaille de bronze en coup double. Aux jeux de 1912, il décroche sur ses terres deux nouvelles médailles olympiques, l'or et le bronze, devenant à 64 ans le plus vieux médaillé olympique de l'histoire. Huit ans plus tard, aux Jeux olympiques d'été de 1920 Oscar Swahn est l'athlète le plus âgé à participer à des compétitions olympiques. Il remporte une nouvelle médaille d'argent au cerf courant coup double par équipe. Le Suédois participe à 72 ans à ses derniers Jeux olympiques.
Durant les compétitions, il était accompagné de son fils Alfred qui remporta également à plusieurs reprises des médailles olympiques.

## Palmarès

### Jeux olympiques
- Jeux olympiques d'été de 1908 à Londres :
  -  Médaille d'or au 100m tir au cerf courant coup simple individuel
  -  Médaille d'or au 100m tir au cerf courant coup simple par équipe
  -  Médaille de bronze au 100m tir au cerf courant coup double
- Jeux olympiques d'été de 1912 à Stockholm :
  -  Médaille d'or au 100m tir au cerf courant coup simple par équipe
  -  Médaille de bronze au 100m tir au cerf courant coup double
- Jeux olympiques d'été de 1920 à Anvers :
  -  Médaille d'argent au 100m tir au cerf courant coup double par équipe